# Бург (Аргау)
Бург (нем. Burg) — населённый пункт в Швейцарии, входит в состав коммуны Менцикен округа Кульм в кантоне Аргау.
Население составляет 1066 человек (на 31 декабря 2021 года).
До 2022 года был самостоятельной коммуной (официальный код — 4133). 1 января 2023 года присоединён к коммуне Менцикен.